# Culgoa-Floodplain-Nationalpark
Der Culgoa-Floodplain-Nationalpark (engl. Culgoa Floodplain National Park) ist ein Nationalpark im Süden des australischen Bundesstaates Queensland.

## Lage
Er liegt 627 Kilometer westlich von Brisbane und 150 Kilometer südwestlich von St. George, unmittelbar an der Grenze zu New South Wales.
Der Park liegt auf dem Gebiet der früheren Schafzuchtstation Byra Station. Im Südosten grenzt er an den namensgebenden Culgoa River. Im Süden, auf der anderen Seite der Grenze, liegt der Culgoa-Nationalpark. Der Nebine Creek, ein Nebenfluss des Culgoa River, durchfließt den Westteil des Parks.
In der Nachbarschaft liegen die Nationalparks Narkoola und Binya.

## Flora und Fauna
In den Auen des Culgoa River gibt es lichten Wald mit Black Box (Eucalyptus largiflorens) und Gräsern als Unterwuchs. Auf den Ebenen in der Mitte herrschen verschiedene Akazienarten, wie Brigalow (Acacia harpophylla) und Gidgee (Acacia cambagei), während es in Gebirgen im Westen eher Mulga und Pterocarpus gibt.
Mit 150 Vogelarten ist der Park ein Eldorado für Vogelbeobachter. So gibt es dort 10 verschiedene Arten von Honigfressern, zum Beispiel den Grant-Honigfresser (Grantiella picta), und alle sechs australischen Arten von Waldschwalben.

## Kultur
Bruchstücke von Steinwerkzeugen und alte Feuerstellen gemahnen den Besucher an die lange Siedlungsgeschichte der Aborigines in diesem Gebiet.

## Einrichtungen und Zufahrt
Es gibt weder Wanderwege noch Zeltplätze in diesem Gebiet. Das wilde Zelten im Park ist jedoch erlaubt.
Vom Castlereagh Highway (Ausfahrt Hebel) biegt man nach Südwesten ab, überquert die Grenze nach New South Wales und erreicht nach 39 Kilometern die Ortschaft Goodooga. Von dort fährt man die unbefestigte Brenda Road nach Nordwesten und quert dabei den Birrie River. Nach 22 Kilometern ist Brenda am Culgoa River erreicht. Man überquert die Grenze nach Queensland und biegt nach der Siedlung Tara nach links ab, Richtung Lyra Diese Straße führt in den Ostteil des Parks. Sie ist nur bei trockenem Wetter passierbar. Die Nutzung eine allradgetriebenen Fahrzeuges wird angeraten.
Ein zweiter Weg führt vom Mitchell Highway, 28 Kilometer südlich von Cunnamulla, 68 Kilometer nach Südosten zur Station Noorama. Von dort führt eine unbefestigte Straße nach Osten und Südosten 72 Kilometer weit über Bundaleer zur Station Tego am Westrand des Nationalparks.